# Belitsa (huyện)
Belitsa là một huyện thuộc tỉnh Blagoevgrad, Bungaria. Dân số thời điểm năm 2001 là 9620 người.